# フタロシアニン
フタロシアニン (Phthalocyanine) は、4つのフタル酸イミドが窒素原子で架橋された構造をもつ環状化合物。ポルフィリンに類似した構造を持つ。略語Pc。

## 特徴
中心部分は遷移金属をはじめとした様々な元素と錯形成し、安定な錯体を形成する。分子全体にπ電子共役系が広がっているため、平面構造をとり、また強い色を呈する。特に錯体では青から緑色を呈するものが多い。

## 用途
色合いに優れ鮮明で、耐光性が高く（褪色が少なく）、堅牢な（耐久性にすぐれる）ことから顔料として使用される。特に銅フタロシアニンはフタロシアニンブルー、フタロシアニン青、高塩素化銅フタロシアニンはフタロシアニングリーン、フタロシアニン緑と呼ばれ、それぞれ青と緑の有機顔料の代表的なものとして知られる。無金属フタロシアニン (Pigment Blue 16) も顔料として使用される。銅フタロシアニンブルーよりも緑味の顔料であるが、可視領域の長波長側の反射が大きく、不鮮明である。
青色の銅フタロシアニンのColour Index Generic NameはPigment Blue 15、より緑味の青色を呈する無金属フタロシアニンのColour Index Generic NameはPigment Blue 16、緑色の高塩素化フタロシアニン（高塩素化銅フタロシアニン）のColour Index Generic NameはPigment Green 7、より黄味の緑色を呈する低塩素化フタロシアニン（臭素化塩素化銅フタロシアニン）のColour Index Generic NameはPigment Green 36である。
プロセスカラーに最もよく使われるのは銅フタロシアニンのβ結晶であるPigment Blue 15:3で、これの分散性能を高めたものが、Pigment Blue 15:4である。カラーフィルターの青に良く使用されるのは、銅フタロシアニンのε結晶であるPigment Blue 15:6で、紫色のジオキサジンとの併用で採用される。カラーフィルターの緑に良く使用されるのは、臭素化塩素化銅フタロシアニンのPigment Green 36で黄色のアゾ顔料などと併用される。
道路標識、新幹線の車体の青などはフタロシアニンの色である。またCD-Rの記録媒体としても応用されている。有機半導体材料として有機ELや有機電界効果トランジスタ等にも使用される。光導電性を持つものは複写機やレーザープリンターの感光ドラム等に使用される。

## 歴史
1928年、イギリスの染料会社 Scottish Dyes, Ltd., Grangemouth, Scotland（後にICIに合併）の、フタル酸とアンモニアからフタルイミドを製造するプラントで、鉄が化合して偶然できているのを発見されたのが最初である。フタロニトリル、o-シアノベンザミド、フタルアニヒドライド、フタルイミドあるいはジイミノイソインドールなどのフタル酸派生物質を、銅などの金属塩と加熱することによっても得られる。

## おもな関連化合物
|  |  |